# C418
Daniel Rosenfeld (Karl-Marx-Stadt, 9 mei 1989), ook bekend als C418 (uitgesproken als "see four eighteen"), is een Duits muzikant, producent en geluidstechnicus, vooral bekend als de componist en geluidsontwerper voor het computerspel Minecraft.

## Discografie
Studioalbums
- Life Changing Moments Seem Minor In Pictures (2010)
- Minecraft - Volume Alpha (2011)
- 72 Minutes of Fame (2011)
- One (2012)
- Minecraft - Volume Beta (2013)
- 148 (2015)
- Dief (2017)
- Excursions (2018)
- Cookie Clicker (2021)

## Filmografie
| Jaar | naam                           | Regisseur       | Type           | Notities  |
| ---- | ------------------------------ | --------------- | -------------- | --------- |
| 2012 | Minecraft: The Story of Mojang | Paul Owens      | Documentaire   | Componist |
| 2017 | Beyond Stranger Things         | Michael Dempsey | Televisieserie | Componist |